# Sucesión de Goodstein
Una sucesión de Goodstein es una sucesión matemática que se obtiene por la aplicación de un operador de salto de base ({\displaystyle B[b](n)}) sobre una semilla dada.
Quizás, antes de entrar a definir la propia sucesión de Goodstein, debiéramos aclarar lo que se entiende por operador de salto de base.
El operador de salto de base es el resultado de la sustitución, en la representación de un número en su forma normal de Cantor en base b, de las ocurrencias de b por b+1.
Así, denotaremos {\displaystyle B[b](n)} como el resultado de aplicar el operador de salto de base b {\displaystyle B[b]} al número n.
Por ejemplo:
Con b=2:
{\displaystyle B[b](266)=2^{2^{2+1}}+2^{2+1}+2}
Sustituyendo b por b+1:
{\displaystyle B[b+1](266)=3^{3^{3+1}}+3^{3+1}+3}
Una vez que tenemos claro este punto, podemos pasar a la definición propiamente dicha de sucesión de Goodstein.
Las sucesiones de Goodstein son sucesiones que comienzan con un número natural cualquiera de partida (que en nuestro ejemplo podría ser n=266). Este sería el primer término de la sucesión, que denotaremos {\displaystyle G_{0}(266)=266}. El segundo término de la sucesión {\displaystyle G_{1}(266)} se obtiene mediante el operador de salto de base {\displaystyle B[2]} sobre el primer término, y restando uno al resultado. Es decir: en su forma normal de Cantor, sustituimos cada dos por un tres, y al resultado le restamos la unidad. Así habríamos obtenido la sucesión de Goodstein de semilla igual a 266. Es evidente que, para cada entero de partida tendremos una sucesión de Goodstein diferente.
Veamos los primeros términos de la sucesión de Goodstein para el número 266.
Empezamos con 266. Su forma normal de Cantor es:
{\displaystyle G_{0}(266)=2^{2^{2+1}}+2^{2+1}+2}
Para obtener el segundo término, aplicamos el operador de salto de base y restamos uno:
{\displaystyle G_{1}(266)=B[2](266)-1=3^{3^{3+1}}+3^{3+1}+3-1=3^{3^{3+1}}+3^{3+1}+2}
Y continuamos
{\displaystyle G_{2}(266)=B[3]G_{1}(266)-1=4^{4^{4+1}}+4^{4+1}+1}
{\displaystyle G_{3}(266)=B[4]G_{2}(266)-1=5^{5^{5+1}}+5^{5+1}}
{\displaystyle G_{4}(266)=B[5]G_{3}(266)-1=6^{6^{6+1}}+6^{6+1}-1=6^{6^{6+1}}+5\cdot 6^{6}+5\cdot 6^{5}+\ldots +5\cdot 6+5}
{\displaystyle G_{5}(266)=B[6]G_{4}(266)-1=7^{7^{7+1}}+5\cdot 7^{7}+5\cdot 7^{5}+\ldots +5\cdot 7+4}
...
Aparentemente esta succión crece indefinidamente y de una forma muy rápida. Pues bien, el Teorema de Goodstein demuestra que para cualquier valor de la semilla, toda sucesión de Goodstein termina en cero.

## Ejemplos de sucesiones de Goodstein
Las primeras sucesiones de Goodstein terminan rápidamente. Por ejemplo G(3): 
| Forma normal    | Valor |
| --------------- | ----- |
| 2+1             | 3     |
| 3+1 − 1 = 3     | 3     |
| 4 − 1 = 1+1+1   | 3     |
| 1+1+1 − 1 = 1+1 | 2     |
| 1+1 − 1 = 1     | 1     |
| 1 − 1 = 0       | 0     |

Las siguientes sucesiones de Goodstein parecen crecer muy rápido. 
Por ejemplo, G(4) empieza de la siguiente forma:
| Forma normal   | Valor |
| -------------- | ----- |
| 2²             | 4     |
| 2·3² + 2·3 + 2 | 26    |
| 2·4² + 2·4 + 1 | 41    |
| 2·5² + 2·5     | 60    |
| 2·6² + 6 + 5   | 83    |
| 2·7² + 7 + 4   | 109   |
| ...            |       |
| 2·11² + 11     | 253   |
| 2·12² + 11     | 299   |
| ...            |       |

Los elementos de G(4) continúan su crecimiento durante un rato, pero después de aproximadamente 2.6 × 1060605351 pasos, los elementos empiezan a disminuir, haciéndose finalmente cero. El ejemplo de G(4) no nos proporciona una buena idea de lo rápido que los términos de la sucesión de Goodstein crecen.
G(19) crece mucho más rápidamente, empezando del siguiente modo:
| Forma normal | Valor                             |
| --- | --------------------------------- |
| {\displaystyle 2^{2^{2}}+2+1} | 19                                |
| {\displaystyle 3^{3^{3}}+3} | 7625597484990                     |
| {\displaystyle 4^{4^{4}}+3} | aproximadamente 1.3 × 10154       |
| {\displaystyle 5^{5^{5}}+2} | aproximadamente 1.8 × 102184      |
| {\displaystyle 6^{6^{6}}+1} | aproximadamente 2.6 × 1036305     |
| {\displaystyle 7^{7^{7}}} | aproximadamente 3.8 × 10695974    |
| {\displaystyle 7\times 8^{(7\times 8^{7}+7\times 8^{6}+7\times 8^{5}+7\times 8^{4}+7\times 8^{3}+7\times 8^{2}+7\times 8+7)}} {\displaystyle +7\times 8^{(7\times 8^{7}+7\times 8^{6}+7\times 8^{5}+7\times 8^{4}+7\times 8^{3}+7\times 8^{2}+7\times 8+6)}} {\displaystyle +...\,\;} {\displaystyle +7\times 8^{(8+2)}+7\times 8^{(8+1)}+7\times 8^{8}+7\times 8^{7}+7\times 8^{6}} {\displaystyle +7\times 8^{5}+7\times 8^{4}+7\times 8^{3}+7\times 8^{2}+7\times 8+7} | aproximadamente 6 × 1015151335    |
| {\displaystyle 7\times 9^{(7\times 9^{7}+7\times 9^{6}+7\times 9^{5}+7\times 9^{4}+7\times 9^{3}+7\times 9^{2}+7\times 9+7)}} {\displaystyle +7\times 9^{(7\times 9^{7}+7\times 9^{6}+7\times 9^{5}+7\times 9^{4}+7\times 9^{3}+7\times 9^{2}+7\times 9+6)}} {\displaystyle +...\,\;} {\displaystyle +7\times 9^{(9+2)}+7\times 9^{(9+1)}+7\times 9^{9}+7\times 9^{7}+7\times 9^{6}} {\displaystyle +7\times 9^{5}+7\times 9^{4}+7\times 9^{3}+7\times 9^{2}+7\times 9+6} | aproximadamente 4.3 × 10369693099 |
| ... |                                   |

- Datos: Q106913538